# 御殿場市立御殿場中学校
御殿場市立御殿場中学校（ごてんばしりつごてんばちゅうがっこう）は、静岡県御殿場市萩原にある公立中学校。略称は御中（ごちゅう）。

## 概要
道路を隔てて、隣には御殿場市立御殿場小学校があり、御殿場小学校と東小学校の卒業生のほとんどが本校に入学することになる。校内は理科室や調理室等の学びに向かえる設備が整っており、2020年頃にはエアコンが設備された。

## 学校生活
- 学校は1日あたりの授業は6時間が基本であるが、月曜日のみ教員の研修があるため5時間となっている。
- 部活動は原則、火曜日から金曜日に行われている。
- 新入生歓迎会は主に4月頃に行われており、新入生は4月頃は部活動見学を通してその後、仮入部して本入部が基本的な入部方法となっている。
- 以下のように各学年とも5月頃に宿泊学習を行っている。
  - 1年生は国立青少年交流の家での宿泊学習を実施している。
  - 2年生は東京・鎌倉研修を実施している。
  - 3年生は奈良・京都方面への修学旅行を実施している。
  - 2020年と2021年は新型コロナウイルス感染拡大に伴い、1年生と2年生は宿泊学習を中止している。
  - 一方で3年生は2020年は県内では初となる行き先の変更をしない修学旅行を実施し、2021年は行き先を一部変更している。
- 9月頃から10月頃にかけて校内最大級のイベントやまなみ祭を開催している。やまなみ祭は体育祭と文化祭の両方が実施されている。
  - このイベントは主に生徒達や教師、および保護者の間で行われており、学校関係者以外は入ることができない。
  - 文化祭は主に合唱をメインに実施しており、グッズや食品等の販売はしていない。
- 11月には地域の名人から技を教えてくれる「どきどきわくわく体験」を実施している。
  - ただし新型コロナウイルス感染拡大に伴い、2020年・2021年は2年連続で中止している。
- 卒業生の進路は、御殿場高校や小山高校等の近隣の高校や、沼津・三島方面の高校に進学するケースが多い。

## 校訓
猛志篤行（もうしとっこう）
こころざしはたかく、行いはまごころをもって

## 出身者
- 堀内賢雄（声優）
- 勝俣州和（タレント）